# Алдо Донати
Алдо Донати (на италиански: Aldo Donati) е италиански футболист, полузащитник.

## Кариера
Донати играе през 1930-те години за Болоня и Рома. Той изиграва 201 мача в Серия А и вкарва 4 гола. Дебютира в Серия А на 19 години и играе в продължение на 8 сезона, като с Болоня печели скудето през 1936 и 1937 г., както и Купа Митропа. На следващата година той е привлечен от Рома, където играе 7 сезона. През 1942 г. печели третото си скудето. След Втората световна война Алдо Донати играе в Интер през сезон 1945/46.

### Национален отбор
За националния отбор на Италия той е повикан през 1938 г. за Световната купа като резервен играч, въпреки че никога не дебютира за Италия, става световен шампион.

## Отличия

### Отборни
Болоня
- Серия А: 1935/36, 1936/37
- Купа Митропа: 1932, 1934

Рома
- Серия А: 1941/42

### Международни
Италия
- Световно първенство по футбол: 1938